# Arnold Zellner
Arnold Zellner (2 de Janeiro de 1927 - 11 de Agosto de 2010) foi um economista estadunidense que especializado nos campos da probabilidade e da econometria bayesiana. É conhecido pelo seu trabalho pioneiro na análise bayesiana e de modelo econométrico.